# Kloster Sanctus Angelus in Rufiniano
Das Kloster Sanctus Angelus in Rufiniano (Rufiniane) war von 1225 bis 1261 eine Zisterzienserabtei im Lateinischen Kaiserreich, heute in der Türkei. Es lag in Chalkedon (heute Kadıköy, ein Stadtteil auf der asiatischen Seite von Istanbul).

## Geschichte
Das Kloster wurde in der Zeit des Lateinischen Kaiserreichs 1225 von Kloster Sanctus Angelus in Petra in Konstantinopel, einer Tochter von Kloster Hautecombe in Savoyen, gegründet und gehörte damit der Filiation der Primarabtei Clairvaux an. Es fand mit dem Lateinischen Kaiserreich im Jahr 1261 sein Ende.

## Bauten und Anlage
Informationen, auch über die genaue Lage, sind nicht verfügbar.